# ماريانو بينيا
ماريانو بينيا (بالإسبانية: Mariano Peña)‏ (و. 1960 – م) هو ممثل من إسبانيا . ولد في مانثانيا .

## روابط خارجية
- ماريانو بينيا على موقع IMDb (الإنجليزية)
- ماريانو بينيا على موقع قاعدة بيانات الفيلم (الإنجليزية)